# Eva Palmær
Signe Gertrud Eva Palmær-Johansson,  född Palmær den 11 februari 1904 i Stockholm, död där den 13 maj 1995, var en svensk freds- och kvinnorättsaktivist, författare och läroverkslärare. Hon var dotter till professor Wilhelm Palmær och gifte sig 1929 med den kommunistiske politikern och chefredaktören vid Ny Dag Gustav Johansson. Hon var mor till Ola Palmær och författaren Carsten Palmær samt mormor till Martin Jonols och Magnus Montelius.
Eva Palmær var engagerad i relationerna mellan Sverige och Sovjetunionen och var mellan 1979 och 1987 ordförande i Förbundet Sverige–Sovjetunionen, som hade bildats på hennes fars initiativ. Hon var även aktiv i Vietnamrörelsen och Svenska Fredskommittén. År 1985 tilldelades hon det internationella Leninpriset.
Hon var dessutom under många år engagerad i Svenska Kvinnors Vänsterförbund och medverkade i redaktionen för förbundets tidskrift Vi Mänskor. Hon var även författare eller redaktör för flera skrifter, bland annat om Förbundet Sverige–Sovjetunionen.
Eva Palmær var filosofie licentiat och tjänstgjorde som lektor i kemi vid Brännkyrka högre allmänna läroverk. Hon är begravd på Skogskyrkogården i Stockholm.